# J. M. Weston (бренд взуття)
J.M. Weston (часто просто Weston) — французька компанія з виробництва дорогого взуття, заснована Едуардом Бланшаром (фр. Édouard Blanchard) в 1891 році в Ліможі. В 1922 його син Юджин (фр. Eugène Blanchard) зареєстрував бренд J.M. Weston, який отримав назву на честь міста Вестон в США, куди вони з батьком їздили для вивчення виробництва.
Компанія передусім відома своїми чоловічими черевиками ручної роботи. Вона також виробляє широкий спектр шкіряних виробів від ремнів до портфелів і дорожніх валіз. Найвідомішими моделями компанії є 677 Chasse (міцні черевики для вулиці), 598 Demi-Chasse (версія під костюм) і 180 Mocassin (класичні лофери).
Взуття J.M. Weston продається у власних бутиках і в розкішних універмагах, таких як Harvey Nichols. Загалом нараховується приблизно 15 точок продажу у Франції та 25 за кордоном.
J.M. Weston щорічно постачає 1800 пар черевиків для французької жандармерії та поліції, що становить приблизно 5% виробництва . Черевики цього бренду були і є популярними серед французьких політиків (наприклад, Лоран Фабіус, Домінік Стросс-Кан, Франсуа Фійон) і Президентів (Валері Жискар д'Естен, Франсуа Міттеран, Жак Ширак та Ніколя Саркозі). Наприклад, відомо, що у Міттерана було щонайменше тридцять пар взуття Weston .

## Зовнішні посилання
- Official Website